# Юрген Розентал
Вижте пояснителната страница за други личности с името Розентал.
Юрген Розентал (28 юли 1949) е германски барабанист. През 1973 той се присъединява към Клаус Майне и Рудолф Шенкер за завръщането на Скорпиънс. Част е от групата до излизането на албума Fly to the Rainbow (1974).
От 1976 до 1978 свири за групата Елой и създават 4 албума: Dawn, Ocean, Live sowie Silent Cries и Mighty Echoes.

## Дискография
- Скорпиънс – Fly to the Rainbow (1974)
- Елой – Dawn (1976)
- Елой – Ocean (1977)
- Елой – Live (1978)
- Елой – Silent Cries and Mighty Echoes (1979)
- Ехо Парк – Echo Park (1988)